# Ateneul Popular „Maior Gheorghe Pastia”
Ateneul Popular „Maior Gheorghe Pastia” din Focșani este o instituție publică culturală aflată în subordinea Primăriei Municipiului Focșani. Clădirea în care funcționează Ateneul este înscrisă în Lista monumentelor istorice, având cod LMI VN-II-m-B-06488.

## Istoric
Construția Ateneul a fost realizată la inițiativa maiorului în rezervă Gheorghe Pastia care a finanțat lucrările de construcție și de amenajare interioară.
Ateneul Popular, cu trei niveluri (subsol, parter și etaj), a fost construit în stil neoromânesc (neobrâncovenesc) de un grup de arhitecți format din Petre Antonescu, Sebastian Vasilescu, Frederich Hamel, coordonați de Ion Mincu.
Piatra de temelie a fost pusă pe 29 mai 1927, în prezența personalităților vremii, printre care ministrul de interne Octavian Goga, Vasile Goldiș, Petru Groza, senatori, deputați, prefecți și primari.
Recepția clădirii Ateneului Popular din Focșani a avut loc în anul 1945.

## Din testamentul lui Gheorghe Pastia
… văzînd necesitatea pentru orașul Focșani de a avea un templu al artei, am găsit cu cale din economiile agonisite și după stăruința cetățenilor mei, să construiesc în anul 1908 un Teatru, așezat în centrul orașului Focșani, orașul meu de naștere, pentru a servi ca locaș de cultură și educație națională. Întrucît această instituție are nevoie de venituri mari și sigure, cît și pentru a fi ferită să nu fie supusă tuturor umilințelor, m-am hotărît să mai construiesc în orașul Focșani încă o operă de cultură numit Ateneul Popular "Maior Gheorghe Pastia", ce l-am donat Primăriei Focșani, cu obligațiunile stipulate într-însul ca din venitul lui să formeze un fond inalienabil și achitabil conform art. 3 din acel act, a căror venituri vor servi pentru mărirea și întreținerea Teatrului "Maior Gheorghe Pastia", fără ca să i se poată schimba vreodată destinația și fiindcă n-am moștenitori direcți și sînt în vîrstă înaintată, las toată averea mea mobilă și imobilă ce se va găsi la încetarea mea din viață Executorilor mei Testamentari ca împreună cu Primarul Orașului Focșani să administreze această avere pentru întreținerea Teatrului "Maior Gheorghe Pastia", instituțiune de cultură ce-am construit cu propriile mele mijloace, în acest oraș.